# إرفينغ ميتشيل فيلت
إرفينغ ميتشيل فيلت (بالإنجليزية: Irving M. Felt)‏ هو شخصية أعمال أمريكي، ولد في 25 يناير 1910، وتوفي في 22 سبتمبر 1994.